# Beardyman
Даррен Формен (англ. Darren Foreman, род. 14 мая 1982, Лондон, Англия), более известный под псевдонимом Beardyman — британский музыкант в стиле битбокс.

## Биография
Формен родился в семье евреев в Лондоне. Закончив Гимназию для мальчиков им. Королевы Елизаветы в северном Лондоне, Формен переехал в 2001 году в Брайтон, где поступил в университет Сассекса. В возрасте трёх лет стал пытаться подражать разным звукам под впечатлением Майкла Уинслоу в сериале Полицейская академия.
Формена впечатлило живое выступление битбоксера Rahzel, и он понял, что можно делать целые концерты битбоксинга вместо простых выступлений на разогреве. В 2006 и 2007 годах занял первое место на Великобританском конкурсе битбоксеров. Он стал первым, кто побеждал на этом конкурсе два года подряд.

## Сценический псевдоним и музыкальный стиль
Beardyman (с англ. — «Бородач») получил своё прозвище случайно — для флаеров, которые рекламировали одно из его ранних выступлений, нужно было быстро придумать какое-то имя, а в то время Формен носил бороду.
Beardyman совершенствовался в битбоксе, выступая соло, но был вдохновлён MC Xander, который использовал такие электронные устройства, как Korg Kaoss Pad 3, чтобы делать семплы и повторы своим голосом — так называемый live looping.
Благодаря использованию подобных электронных устройств он проводит полные DJ-сеты, где записи составляются вживую с помощью микрофона и голоса, а также делает различные импровизации.